# Santo Stefano del Sole
Santo Stefano del Sole er en by i Campania, Italien med 2.055 (2023) indbyggere.